# With Teeth
A With Teeth (Halo 19 néven, ill. [With_Teeth] formában is ismert) a  Nine Inch Nails 2005. május 3-án megjelent albuma. A With Teeth a tizenkilencedik hivatalos Nine Inch Nails halo kiadvány és a zenekar ötödik nagyobb kiadványa. Az 1999-es The Fragile c. dupla albumot követően, és a 2007-ben megjelenő Year Zero c. album előtt született. A With Teeth hagyományos CD, dupla vinyl, DualDisc és CD/DVD combo formában jelent meg. A dalok 5.1-es surround és sztereó hangzású mixei mellett a DualDisc (és a DVD) tartalmazza a "The Hand that Feeds" videót, egy interaktív diszkográfiát, és egy album artwork bemutatót.

## Áttekintés
Egy With Teeth megjelenése előtti Rolling Stone-interjúban Reznor úgy nyilatkozott, hogy az album "jobban dalközpontú lesz [mint a The Fragile, és] sokkal kevésbé terjedelmes. Tizenkét jókora arculcsapás lesz – töltelékek nélkül, instrumentális számok nélkül, csak a lényegre koncentrálva." Reznor megfogalmazása szerint a With Teeth "olyan dalok gyűjteménye, amik barátságban vannak egymással, de nem kell egymásra számítaniuk, hogy értelmük legyen"; bár az album narratív íve úgy írható le, mint "egy nehéz utazás, ami egy rémálommal kezdődik, és egy új valóság elfogadásával ér véget." 
A With Teeth munkacíme Bleedthrough volt, az audio-átszivárgás jelenségére utalva. Reznor állítása szerint a címet azért változtatták meg, mert "ez a valóság különböző rétegeinek egymásra szűrődéséről akart volna szólni, de azt hiszem, néhány ember a vérrel kötötte össze, vagy egy tamponreklámmal." Továbbá, lehetséges albumcímnek vélték még a "The Mentality of One"-t, amely viszont téves információnak bizonyult.
Az album produceri munkáiban Trent Reznor mellett közreműködött a NIN régi producere, Alan Moulder (aki olyan zenekarok albumain is producerkedett már, mint a The Smashing Pumpkins, a Depeche Mode, és a My Bloody Valentine), valamint hangmérnökként és asszisztensként Atticus Ross. A With Teeth hét számában vendégzenész is szerepel: dobokon és élőben felvett ütős hangszereken játszik az egykori Nirvana dobosa, jelenleg a Foo Fighters frontembere, Dave Grohl. A világhíres producer, Rick Rubin volt Reznor "mentora" és "inspiráló ereje" az album tervezésének és megírásának folyamata alatt. Reznort nagy mértékben inspirálta az egyre több analóg elektronikus effekt és hangszer használata is, különösképp delay (késleltető) effekt és a moduláris szintetizátorok.
Azt is a hivatalos weboldalon fejtette ki Reznor a rajongók kérésére, hogy a CD artwork kötelező jellege iránt érzett ellenszenve vezetett a 20 megabyte-os 3'×4' méretű poszter ötletéhez (a NIN weboldalon regisztrálók számára ingyenes PDF fájlként hozzáférhető), amelyen megtalálható a közreműködői lista és a dalszövegek, az album képi világába helyezve. A Trent Reznor és Rob Sheridan által tervezett poszter olyan dalszövegeket is tartalmaz, amelyek a dalokban nem hangzanak el (Reznornál ez már a Pretty Hate Machine óta meglévő gyakorlat), ill. olyan dalcímeket és dalszövegeket, amelyek nincsenek rajta az albumon, és amelyek feltehetőleg már felvett, de még ki nem adott dalokra utalnak. Kézzel fogható formában a poszter a NIN hivatalos rajongói klubján keresztül is elérhető, mivel a csatlakozó tagok üdvözlő csomagjában is helyet kapott. Korlátozott mennyiségben a rajongók is szerveztek a poszter kapcsán nyomtatási akciót, amelyhez online lehetett csatlakozni.

## Turné
Az albumot népszerűsítő turné 2005. március 23-án indult Fresnóból (Kalifornia). A zenekar tagjai közt szerepelt az egykori A Perfect Circle és Marilyn Manson basszista, (a korábban Twiggy Ramirez néven ismert) Jeordie White; a The Icarus Line egykori gitárosa, Aaron North; a billentyűs Alessandro Cortini; és a visszatérő dobos, Jerome Dillon, akinél 2005 októberében szívproblémák léptek fel, ezért Alex Carapetis váltotta fel. Őt pedig nem sokkal ezután Josh Freese követte a dobos poszton. A turnéról készült koncertvideót high-definition formában rögzítették, és Beside You In Time címmel 2007-ben jelent meg DVD, HD DVD és Blu-ray formátumokban.

## Fogadtatás
A With Teeth mindhárom kislemeze #1 helyezésig jutott a Billboard Modern Rock Tracks listáján, először a Nine Inch Nails történetében. A "The Hand That Feeds" március 14-én debütált a rádiókban. Egy kiszivárgott változat került a rádiókhoz februárban, és nem sokkal ezután egy kiszivárgott változat tűnt fel az interneten a "The Line Begins to Blur" c. számból is. 2005. február 27-én a "Getting Smaller" is felkerült az internetre, ezt követően a "Right Where it Belongs", majd az egész album elérhetővé vált különböző fájlcserélő programokon keresztül 18 nappal a hivatalos megjelenés előtt.
Az album második kislemeze, az "Only" július 25-én jelent meg. A dalhoz David Fincher által rendezett videóklip 2005. április 19-én készült, és július 12-én jelent meg a hivatalos NIN weboldalon. A harmadik, "Every Day Is Exactly the Same" c. kislemezhez az első kettővel ellentétben nem készült videóklip. A dalt Grammy-díjra jelölték a 49th Annual Grammy Awards keretében. A With Teeth albumot a Spin magazin 2005 legjobb 40 albuma közé sorolta, és az Amazon.com szerkesztőinek 2005-ös toplistájára is felkerült.
Az album 71 pontnál tart a MetaCritic oldalon, a 22 értékelésből 16-ban 60 fölötti pontot kapott, 9-ben 80 fölöttit, 2-ben 90 vagy afölötti pontszámot.

## Számlista
Az összes dal szerzője Trent Reznor. © 2005 Leaving Hope Music/TVT Music, Inc. [ASCAP] Administered by Leaving Hope Music, Inc.

### CD
1. "All the Love in the World" – 5:14
2. "You Know What You Are?" – 3:41
3. "The Collector" – 3:07
4. "The Hand That Feeds" – 3:31
5. "Love Is Not Enough" – 3:41
6. "Every Day Is Exactly the Same" – 4:54
7. "With Teeth" – 5:37
8. "Only" – 4:22
9. "Getting Smaller" – 3:35
10. "Sunspots" – 4:02
11. "The Line Begins to Blur" – 3:44
12. "Beside You in Time" – 5:24
13. "Right Where It Belongs" – 5:04

A fent felsorolt számokon kívül minden kiadás (az US verziót kivéve) tartalmaz egy 14. számot, Home címmel (eredetileg a The Hand That Feeds B-oldala). Az UK verzió továbbá tartalmazza a Right Where It Belongs (version 2) c. számot is. A japán verzión is megtalálható az UK bónusz szám, valamint a The Hand That Feeds (Ruff Mix) c. Photek remix is.

### 2x12"
(A lemez, 1. oldal)
1. "All the Love in the World"
2. "You Know What You Are?"
3. "The Collector"
4. "The Hand that Feeds"

(A lemez, 2. oldal)
1. "Love Is Not Enough"
2. "Every Day Is Exactly the Same"
3. "With Teeth"

(B lemez, 1. oldal)
1. "Only"
2. "Getting Smaller"
3. "Sunspots"
4. "Home"

(B lemez, 2. oldal)
1. "The Line Begins to Blur"
2. "Beside You in Time"
3. "Right Where It Belongs"

## Közreműködők
- Trent Reznor – dalszerzés, arranging, előadás, producer, hangmérnök, 5.1-es surround mix, sound design
- Alan Moulder – producer, hangmérnök
- Atticus Ross – programozás, producer, sound design
- Leo Herrera – hangmérnök, projekt koordináció
- James Brown – hangmérnök, 5.1-es surround mix
- Rich Costey – hangmérnök
- Tom Baker (Precision Mastering) – mastering
- Adam Ayan (Gateway Mastering) – surround mastering
- Rob Sheridan – design
- Jeremy Berman – dob technikus
- Gerch (Drum Fetish) – dob technikus
- Dave Grohl – élő ütős hangszerek: 1., élő dobok: 2., 3., 6., 9., 10., 11.
- Alien Tom – lemezjátszók: 1.
- Rupert Parkes – kiegészítő programozás: 1.
- Jerome Dillon – élő dobok: 7. & "Home", kiegészítő dob-programozás

## Listás helyezések

### Album
| Év   | Lista             | Helyezés |
| ---- | ----------------- | -------- |
| 2005 | The Billboard 200 | 1        |

### Kislemezek
| Év   | Kislemez                      | Lista                             | Helyezés |
| ---- | ----------------------------- | --------------------------------- | -------- |
| 2005 | The Hand That Feeds           | Modern Rock Tracks                | 1        |
| 2005 | The Hand That Feeds           | Mainstream Rock Tracks            | 2        |
| 2005 | The Hand That Feeds           | The Billboard Hot 100             | 31       |
| 2005 | Only                          | Modern Rock Tracks                | 1        |
| 2005 | Only                          | Mainstream Rock Tracks            | 22       |
| 2005 | Only                          | The Billboard Hot 100             | 90       |
| 2006 | Every Day Is Exactly the Same | Modern Rock Tracks                | 1        |
| 2006 | Every Day Is Exactly the Same | Mainstream Rock Tracks            | 12       |
| 2006 | Every Day Is Exactly the Same | The Billboard Hot 100             | 56       |
| 2006 | Every Day Is Exactly the Same | Hot Dance Single Sales (Year End) | 1        |

## Külső hivatkozások
- With Teeth a NIN.com oldalon
- With Teeth hivatalos preview "lejátszó"